# Kansas City Chiefs
De Kansas City Chiefs (of simpelweg de Chiefs) is een Americanfootballteam uit Kansas City, Missouri. Ze komen uit in de westdivisie van de American Football Conference (AFC), die onderdeel is van de National Football League (NFL).

## Geschiedenis
Het team werd in Dallas (Texas) opgericht als een van de acht teams in de American Football League (AFL) onder de naam Dallas Texans en begon in 1960 te spelen. In datzelfde jaar werd ook in de NFL een team uit Dallas actief (de Dallas Cowboys). In 1962 werden de Texans kampioen van de AFL: in een pan-Texaanse finale werden de Houston Oilers na verlenging opzij gezet. Met 78 minuten is dit de langste finale (AFL of NFL) die tot op heden is gespeeld. Ondanks de titel vond Texans-eigenaar Lamar Hunt – die ook het brein achter de AFL was – dat twee Americanfootballteams te veel was voor de agglomeratie van Dallas en in 1963 verhuisde het team naar Kansas City. De naam werd veranderd in Kansas City Chiefs.
De eerste drie jaar als Chiefs waren niet bijzonder, maar in 1966 werd wederom de AFL-titel gepakt; in Buffalo werden de Bills met 31–7 opgerold. Dit leverde het team een ticket op voor de eerste Super Bowl, waarin NFL-kampioen Green Bay Packers de tegenstander was. Als underdog wisten de Chiefs echter niet te verrassen. In 1968 eindigde het team gedeeld eerste met de Oakland Raiders in hun divisie. De Raiders wonnen de beslissingswedstrijd echter eenvoudig, waardoor de Chiefs niet voor de derde maal om de AFL-titel mochten strijden. Een jaar later kregen ze alsnog die kans: de play-offs werden uitgebreid naar vier teams (twee per divisie) en nu voldeed een tweede plek om mee te mogen doen. De halve finale, tegen de New York Jets, de winnaar van de andere divisie, werd gewonnen en tegen de Oakland Raiders werd revanche genomen voor vorig seizoen. De Chiefs werden voor de derde keer kampioen van de AFL (een record) en mochten het in Super Bowl IV opnemen tegen NFL-kampioen Minnesota Vikings. De meeste journalisten dichtten de Chiefs wederom de rol van underdog toe, maar daar kregen ze dit keer geen gelijk in: halverwege stond het team al met 16–0 voor en uiteindelijk wonnen de Chiefs met 23–7 hun eerste Superbowl titel. Dit was echter niet hun laatste titel want in 2020 pakten de Chiefs hun meest recente Superbowl trofee in Miami tegen de San Francisco 49ers.
Nadat de AFL en de NFL fuseerden, wisten de Chiefs hun Super Bowl-titel niet te verdedigen. Een jaar later haalden ze wel de play-offs, maar tegen de Miami Dolphins werd verloren in een gedenkwaardige wedstrijd. Nadat er vier kwarten gespeeld waren, was de stand 24–24, wat betekende dat er verlenging nodig was. Daarin viel pas na bijna 23 minuten de beslissing en deze wedstrijd was dus nog (ongeveer vijf minuten) langer dan die tegen de Houston Oilers in 1962. Dit is tot op heden de langste wedstrijd die er gespeeld is in de NFL.
Het jaar erop betrokken de Chiefs een nieuw stadion (het Arrowhead Stadium), maar het leek wel alsof er een vloek rustte op dit nieuwe onderkomen, want de eerste veertien jaar wisten ze zich niet te kwalificeren voor de play-offs. In 1986 werd de "vloek" opgeheven (al werd er wel direct verloren van de New York Jets), maar de Chiefs zouden pas in de jaren 90 betere tijden kennen. In 1989 werd Marty Schottenheimer aangesteld als coach en in zijn eerste seizoen lukte het hem om de Chiefs voor de derde keer sinds 1973 een winning record (meer zeges dan nederlagen) te laten behalen. De play-offs werden nipt gemist, maar de zes daaropvolgende jaren wisten de Chiefs telkens de play-offs te bereiken. In 1991 werd (tegen de Los Angeles Raiders) de eerste play-off-overwinning behaald sinds het winnen van de Super Bowl en twee jaar later haalden de Chiefs, na zeges op de Pittsburgh Steelers en de Houston Oilers, voor het eerst het AFC Championship. De Buffalo Bills versperden de Chiefs echter een derde deelname aan de Super Bowl. Nadat de Chiefs in 1998 voor het eerst sinds zijn aantreden een losing record (meer nederlagen dan zeges) behaalden, stapte Schottenheimer op.
Die zege op de Oilers is tot op heden de laatste overwinning van de Chiefs in een play-off-wedstrijd. Het team wist zich sindsdien wel zeven keer te kwalificeren, maar telkens werd de eerste wedstrijd verloren. De Indianapolis Colts bleken regelmatig de boeman van de Chiefs: in hun laatste zes (verloren) play-off-wedstrijden, waren de Colts vier keer de tegenstander. Spectaculair was de meest recente ontmoeting in 2013, toen de Chiefs halverwege met 10–31 aan de leiding gingen. In de tweede helft gaven ze het echter toch uit handen, waarna de Colts met één punt verschil (45–44) wonnen. In totaal hebben de Chiefs in hun NFL-periode slechts drie van de zestien play-off-wedstrijden gewonnen. Ook met hun AFL-resultaten meegerekend (vijf van de zeven gewonnen) komen de Chiefs op een slecht gemiddelde; van alle nog bestaande ploegen hebben enkel de Cincinnati Bengals een nog slechtere balans behaald in de play-offs.

## Stadion
Tijdens hun periode in Dallas speelde het team in de Cotton Bowl. Na hun verhuizing naar Kansas City begonnen ze te spelen in het Municipal Stadium. In 1972 verruilden ze dit stadion voor het Arrowhead Stadium, waar ze tot op heden spelen. In de AFC is er slechts een team (de San Diego Chargers) dat langer in hetzelfde stadion speelt.

## Naam
Het team dat in 1960 begon met spelen, was niet het eerste professionele team dat de naam Dallas Texans droeg. Acht jaar eerder speelde er in de NFL al een team met die naam, maar dit team hield echter al na een seizoen op te bestaan. Toen het team naar Kansas City verhuisde, wilde eigenaar Hunt de naam Texans in eerste instantie houden. Algemeen directeur Jack Steadman wist hem echter te overtuigen dat Kansas City Texans geen logische naam was. Er werd een wedstrijd georganiseerd om het team een andere naam te geven. Uiteindelijk werd Chiefs gekozen. Andere opties waren Mules, Stars of Royals. Die laatste naam zou zes jaar later gegeven worden aan een honkbalteam uit Kansas City.

## Resultaten
| Seizoen            | Competitie    | Conf          | Div           | Regulier seizoen | Regulier seizoen | Regulier seizoen | Regulier seizoen | Regulier seizoen | Play-offs                | Play-offs              | Play-offs                | Play-offs             |
| Seizoen            | Competitie    | Conf          | Div           | Plek             | W                | G                | V                | Pct              | Wild Card                | Divisional Playoff     | Championship             | Super Bowl            |
| Dallas Texans      | Dallas Texans | Dallas Texans | Dallas Texans | Dallas Texans    | Dallas Texans    | Dallas Texans    | Dallas Texans    | Dallas Texans    | Dallas Texans            | Dallas Texans          | Dallas Texans            | Dallas Texans         |
| ------------------ | ------------- | ------------- | ------------- | ---------------- | ---------------- | ---------------- | ---------------- | ---------------- | ------------------------ | ---------------------- | ------------------------ | --------------------- |
| 1960               | AFL           | AFL           | West          | 2e               | 8                | 0                | 6                | 0,571            |                          |                        |                          |                       |
| 1961               | AFL           | AFL           | West          | 2e               | 6                | 0                | 8                | 0,429            |                          |                        |                          |                       |
| 1962               | AFL           | AFL           | West          | 1e               | 11               | 0                | 3                | 0,786            | [ 8 ]                    | 20–17 (n.v.) v. Oilers |                          |                       |
| Kansas City Chiefs |               |               |               |                  |                  |                  |                  |                  |                          |                        |                          |                       |
| 1963               | AFL           | AFL           | West          | 3e               | 5                | 2                | 7                | 0,417            |                          |                        |                          |                       |
| 1964               | AFL           | AFL           | West          | 2e               | 7                | 0                | 7                | 0,500            |                          |                        |                          |                       |
| 1965               | AFL           | AFL           | West          | 3e               | 7                | 2                | 5                | 0,583            |                          |                        |                          |                       |
| 1966               | AFL           | AFL           | West          | 1e               | 11               | 1                | 2                | 0,846            | [ 8 ]                    | 7–31 @ Bills           | 35–10 @ Packers          |                       |
| 1967               | AFL           | AFL           | West          | 2e               | 9                | 0                | 5                | 0,643            |                          |                        |                          |                       |
| 1968               | AFL           | AFL           | West          | =1e              | 12               | 0                | 2                | 0,857            | 41–6 @ Raiders           |                        |                          |                       |
| 1969               | AFL           | AFL           | West          | 2e               | 11               | 0                | 3                | 0,786            | 6–13 @ Jets              | 7–17 @ Raiders         | 23–7 v. Vikings          |                       |
| AFL-NFL merger     |               |               |               |                  |                  |                  |                  |                  |                          |                        |                          |                       |
| 1970               | NFL           | AFC           | West          | 2e               | 7                | 2                | 5                | 0,583            |                          |                        |                          |                       |
| 1971               | NFL           | AFC           | West          | 1e               | 10               | 1                | 3                | 0,769            | 24–27 (n.v.) v. Dolphins |                        |                          |                       |
| 1972               | NFL           | AFC           | West          | 2e               | 8                | 0                | 6                | 0,571            |                          |                        |                          |                       |
| 1973               | NFL           | AFC           | West          | 2e               | 7                | 2                | 5                | 0,571            |                          |                        |                          |                       |
| 1974               | NFL           | AFC           | West          | 3e               | 5                | 0                | 9                | 0,357            |                          |                        |                          |                       |
| 1975               | NFL           | AFC           | West          | 3e               | 5                | 0                | 9                | 0,357            |                          |                        |                          |                       |
| 1976               | NFL           | AFC           | West          | 4e               | 5                | 0                | 9                | 0,357            |                          |                        |                          |                       |
| 1977               | NFL           | AFC           | West          | 5e               | 2                | 0                | 12               | 0,143            |                          |                        |                          |                       |
| 1978               | NFL           | AFC           | West          | 5e               | 4                | 0                | 12               | 0,250            |                          |                        |                          |                       |
| 1979               | NFL           | AFC           | West          | 5e               | 7                | 0                | 9                | 0,438            |                          |                        |                          |                       |
| 1980               | NFL           | AFC           | West          | 3e               | 8                | 0                | 8                | 0,500            |                          |                        |                          |                       |
| 1981               | NFL           | AFC           | West          | 3e               | 9                | 0                | 7                | 0,563            |                          |                        |                          |                       |
| 1982               | NFL           | AFC           | AFC           | 11e              | 3                | 0                | 6                | 0,333            |                          |                        |                          |                       |
| 1983               | NFL           | AFC           | West          | 5e               | 6                | 0                | 10               | 0,375            |                          |                        |                          |                       |
| 1984               | NFL           | AFC           | West          | 4e               | 8                | 0                | 8                | 0,500            |                          |                        |                          |                       |
| 1985               | NFL           | AFC           | West          | 5e               | 6                | 0                | 10               | 0,375            |                          |                        |                          |                       |
| 1986               | NFL           | AFC           | West          | 2e               | 10               | 0                | 6                | 0,625            | 35–15 @ Jets             |                        |                          |                       |
| 1987               | NFL           | AFC           | West          | 5e               | 4                | 0                | 11               | 0,267            |                          |                        |                          |                       |
| 1988               | NFL           | AFC           | West          | 5e               | 4                | 1                | 11               | 0,281            |                          |                        |                          |                       |
| 1989               | NFL           | AFC           | West          | 2e               | 8                | 1                | 7                | 0,531            |                          |                        |                          |                       |
| 1990               | NFL           | AFC           | West          | 2e               | 11               | 0                | 5                | 0,688            | 17–16 @ Dolphins         |                        |                          |                       |
| 1991               | NFL           | AFC           | West          | 2e               | 10               | 0                | 6                | 0,625            | 10–6 v. Raiders          | 37–14 @ Bills          |                          |                       |
| 1992               | NFL           | AFC           | West          | 2e               | 10               | 0                | 6                | 0,625            | 17–0 @ Chargers          |                        |                          |                       |
| 1993               | NFL           | AFC           | West          | 1e               | 11               | 0                | 5                | 0,688            | 27–24 (n.v.) v. Steelers | 20–28 @ Oilers         | 30–13 @ Bills            |                       |
| 1994               | NFL           | AFC           | West          | 2e               | 9                | 0                | 7                | 0,563            | 27–17 @ Dolphins         |                        |                          |                       |
| 1995               | NFL           | AFC           | West          | 1e               | 13               | 0                | 3                | 0,813            | Vrijstelling             | 7–10 v. Colts          |                          |                       |
| 1996               | NFL           | AFC           | West          | 2e               | 9                | 0                | 7                | 0,563            |                          |                        |                          |                       |
| 1997               | NFL           | AFC           | West          | 1e               | 13               | 0                | 3                | 0,813            | Vrijstelling             | 10–14 v. Broncos       |                          |                       |
| 1998               | NFL           | AFC           | West          | 4e               | 7                | 0                | 9                | 0,438            |                          |                        |                          |                       |
| 1999               | NFL           | AFC           | West          | 2e               | 9                | 0                | 7                | 0,563            |                          |                        |                          |                       |
| 2000               | NFL           | AFC           | West          | 3e               | 7                | 0                | 9                | 0,438            |                          |                        |                          |                       |
| 2001               | NFL           | AFC           | West          | 4e               | 6                | 0                | 10               | 0,375            |                          |                        |                          |                       |
| 2002               | NFL           | AFC           | West          | 4e               | 8                | 0                | 8                | 0,500            |                          |                        |                          |                       |
| 2003               | NFL           | AFC           | West          | 1e               | 13               | 0                | 3                | 0,813            | Vrijstelling             | 31–38 v. Colts         |                          |                       |
| 2004               | NFL           | AFC           | West          | 3e               | 7                | 0                | 9                | 0,438            |                          |                        |                          |                       |
| 2005               | NFL           | AFC           | West          | 2e               | 10               | 0                | 6                | 0,625            |                          |                        |                          |                       |
| 2006               | NFL           | AFC           | West          | 2e               | 9                | 0                | 7                | 0,563            | 23–3 @ Colts             |                        |                          |                       |
| 2007               | NFL           | AFC           | West          | 3e               | 4                | 0                | 12               | 0,250            |                          |                        |                          |                       |
| 2008               | NFL           | AFC           | West          | 4e               | 2                | 0                | 14               | 0,125            |                          |                        |                          |                       |
| 2009               | NFL           | AFC           | West          | 4e               | 4                | 0                | 12               | 0,250            |                          |                        |                          |                       |
| 2010               | NFL           | AFC           | West          | 1e               | 10               | 0                | 6                | 0,625            | 7–30 v. Ravens           |                        |                          |                       |
| 2011               | NFL           | AFC           | West          | 4e               | 7                | 0                | 9                | 0,438            |                          |                        |                          |                       |
| 2012               | NFL           | AFC           | West          | 4e               | 2                | 0                | 14               | 0,125            |                          |                        |                          |                       |
| 2013               | NFL           | AFC           | West          | 2e               | 11               | 0                | 5                | 0,688            | 45–44 @ Colts            |                        |                          |                       |
| 2014               | NFL           | AFC           | West          | 2e               | 9                | 0                | 7                | 0,563            |                          |                        |                          |                       |
| 2015               | NFL           | AFC           | West          | 2e               | 11               | 0                | 5                | 0,688            | 0–30 @ Texans            | 27–20 @ Patriots       |                          |                       |
| 2016               | NFL           | AFC           | West          | 1e               | 12               | 0                | 4                | 0,750            | 16–18 v. Steelers        |                        |                          |                       |
| 2017               | NFL           | AFC           | West          | 1e               | 10               | 0                | 6                | 0,625            | 21–22 v. Titans          |                        |                          |                       |
| 2018               | NFL           | AFC           | West          | 1e               | 12               | 0                | 4                | 0,750            | Vrijstelling             | 31–13 v. Colts         | 31–37 (n.v.) v. Patriots |                       |
| 2019               | NFL           | AFC           | West          | 1e               | 12               | 0                | 4                | 0,750            | Vrijstelling             | 51–31 v. Texans        | 35–24 v. Titans          | 31–20 v. 49ers        |
| 2020               | NFL           | AFC           | West          | 1e               | 14               | 0                | 2                | 0,875            | Vrijstelling             | 22–17 v. Browns        | 38–24 v. Bills           | 31–9 @ Buccaneers     |
| 2021               | NFL           | AFC           | West          | 1e               | 12               | 0                | 5                | 0,706            | 42–21 v. Steelers        | 42–36 (n.v.) v. Bills  | 24–27 (n.v.) v. Bengals  |                       |
| 2022               | NFL           | AFC           | West          | 1e               | 14               | 0                | 3                | 0,824            | Vrijstelling             | 27–20 v. Jaguars       | 23–20 v. Bengals         | 35–38 @ Eagles        |
| 2023               | NFL           | AFC           | West          | 1e               | 11               | 0                | 6                | 0,647            | 26–7 v. Dolphins         | 24–27 @ Bills          | 10–17 @ Ravens           | 25–22 (n.v.) v. 49ers |
| 2024               | NFL           | AFC           | West          | 1e               | 15               | 0                | 2                | 0,882            | Vrijstelling             | 23–14 v. Texans        | 32–29 v. Bills           | 40–22 @ Eagles        |

| Kleur of afkorting | Betekenis                    |
| ------------------ | ---------------------------- |
| Geel               | Won Super Bowl               |
| Oranje             | Won AFL-titel voor 1970      |
| Rood               | Won Conference-titel         |
| Groen              | Won divisie                  |
| Licht groen        | Geplaatst voor play-offs     |
| =1e, =2e, etc.     | Plek ex aequo met ander team |
| Score v.           | Uitslag thuisduel            |
| Score @            | Uitslag uitduel              |

## Eregalerij
Super Bowls (4)
1969, 2019, 2022, 2023
AFL-titels (3)
1962, 1966, 1969
AFC-titels (5)
2019, 2020, 2022, 2023, 2024
Divisie-titels (2+15)
1962, 1966, 1971, 1993, 1995, 1997, 2003, 2010, 2016–2024
Deelnames play-offs (4+23)
1962, 1966, 1968, 1969, 1971, 1986, 1990–1995, 1997, 2003,
2006, 2010, 2013, 2015–2024

## Hall of Famers
De volgende voormalige spelers van de Chiefs zijn opgenomen in de Pro Football Hall of Fame:
- Len Dawson (1987)
- Joe Montana